# Theodoros (Dridakis)
Theodoros (světským jménem: ; * 1966, Selli) je řecký duchovní alexandrijského pravoslavného patriarchátu a metropolita brazzavillský a gabonský.

## Život
Narodil se roku 1966 ve vesnici Selli na Krétě.
Studoval teologii na Athénské univerzitě a 7. srpna 1988 byl postřižen na monacha. O den později byl metropolitou Eugeniem (Politisem) rukopoložen na hierodiakona a 22. července 2000 na jeromonacha. Byl klerikem monastýru Toplou. Sloužil také v chrámu Zvěstování v Sitii.
Dne 25. března 2000 byl povýšen na archimandritu.
Roku 2000 odešel do Francie. Zde studoval na Pařížské univerzitě a Pravoslavném teologickém ústavu svatého Sergeje. Během pobytu ve Francii sloužil pod jurisdikcí metropolie Francie Konstantinopolského patriarchátu.
Byl přijat do kléru alexandrijského patriarchátu. Začal sloužit v metropolii Kapské Město.
V září 2012 byl převeden do kléru patriarchálního chrámu svatého Mikuláše v Káhiře a 10. listopadu se stal jeho představeným. Poté se stal představeným chrámu svatých Konstantina a Heleny.
Dne 23. března 2014 byl povýšen na velkého ekklesiarchi Alexandrijské církve.
Dne 17. listopadu 2016 byl zvolen biskupem babylonským, vikářem patriarchy alexandrijského a patriarchálním představeným v Káhiře.
Dne 18. prosince 2016 proběhla jeho biskupská chirotonie. Světiteli byli patriarcha alexandrijský Theodoros II., metropolita hermopolský Nikolaos (Antoniou), metropolita kissamoský a selinský Amfilochios (Andronikakis), metropolita memfiský Nikodimos (Priangelos), metropolita pelusijský Nifon (Tsavaris), metropolita ierapytniský a sitijský Kyrillos (Diamantakis) a metropolita kartágský Meletios (Koumanis).
Dne 15. února 2024 byl ustanoven metropolitou brazzavillským a gabonským.